# Municipio de Ocracoke
El municipio de Ocracoke (en inglés: Ocracoke Township) es un municipio ubicado en el  condado de Hyde en el estado estadounidense de Carolina del Norte. En el año 2010 tenía una población de 948 habitantes.

## Geografía
El municipio de Ocracoke se encuentra ubicado en las coordenadas 35°6′49.76″N 75°58′41.2″O / 35.1138222, -75.978111.